# Olof Celsius
Olof Celsius (Upsália, 19 de julho de 1670 – Estocolmo, 24 de junho de 1756) foi um botânico, linguista, estudioso das runas e clérigo sueco, especialista em musgos. Ele foi professor da Universidade de Uppsala, Suécia.

## Publicações
- 17 Dissertações, reunidas sob o título: Hierolatanicon, Upsália, 1745 - 1747
- O Catálogo das plantas entorno de Upsália, 1732 e 1740
- Várias Dissertações sôbre a teologia, a história e as antiguidades.

1. ↑  «Olof Celsius | Swedish scientist». Encyclopædia Britannica (em inglês). Consultado em 18 de fevereiro de 2021